# 潘党
潘党（？—？），潘氏，名党，春秋時期楚國大夫，潘尫的儿子。

## 生平
前597年（鲁宣公十二年、楚庄王十七年、晋景公三年），晋国的魏锜请求请求出使楚军营中，请战以后回去。楚国的潘党追赶他，到达荧泽，魏锜看见六只麋鹿，就射死一只，回车献给潘党，说：“您有军事在身，猎人恐怕不能提供新鲜的野物？谨以此奉献给您和随从人员。”潘党下令不再追赶魏锜。潘党已经赶走了魏锜，赵旃在夜里达到楚军驻地，在军门的外面铺开席坐下，派部下先进军门。六月十四日，楚庄王乘坐左广的指挥车，以追赶赵旃。晋国人来接魏锜、赵旃。潘党远望飞起来的尘土，派战车奔驰报告说：“晋国的军队来了。”楚庄王派潘党率领后备的战车四十辆，跟随唐惠侯作为左方阵，以迎战晋国的上军。晋国的中军大败，晋国的上军在士会的领导下没有被打败。六月十五日，楚军辎重到达邲地，军队驻扎在衡雍。潘党说：“君王何不筑起军营耀武，收集晋国人的尸首建立京观（大坟堆）？下臣听说战胜敌人一定要给子孙留一些纪念，表示不忘武功。”楚庄王说止戈为武，没有同意潘党。前575年（鲁成公十六年、晋厉公六年、楚共王十六年），鄢陵之战。步毅驾御晋厉公的战车，栾鍼作为车右。彭名驾御楚共王的战车，潘党作为车右。六月廿八日，潘党和养由基比赛射箭，把皮甲重叠而射它，穿透了七层。拿去给楚共王看，说：“君有二臣如此，何忧于战？”楚共王不喜歡他們的驕傲，罵说：“明早作战，你们射箭，将会死在这武艺上。”第二天，魏锜射中了楚共王的眼睛。楚王召唤养由基，给他两支箭，让他射魏锜。结果一箭射中魏锜的脖子，养由基拿了剩下的一支箭向楚共王复命。